# Taxillus courtallensis
Taxillus courtallensis är en tvåhjärtbladig växtart som först beskrevs av James Sykes Gamble, och fick sitt nu gällande namn av Danser. Taxillus courtallensis ingår i släktet Taxillus och familjen Loranthaceae. Inga underarter finns listade i Catalogue of Life.